# 74e régiment d'artillerie
Le 74e régiment d'artillerie est un régiment d'artillerie français.
Pendant la Première Guerre mondiale, il s'agit d'une régiment d'artillerie lourde à grande puissance (74e RALGP). De 1929 à 1940, il est organisé comme régiment d'artillerie de division de cavalerie et appuie la 1re division légère mécanique pendant la bataille de France. Enfin, il est recréé en 1968 comme régiment d'artillerie (74e RA), jusqu'à sa dissolution par transformation en 1er régiment d'artillerie en 1997.

## Création et différentes dénominations
- août 1917 : création du 74e régiment d'artillerie lourde à grande puissance (74e RALGP)
- juillet 1919 : dissolution du 74e RALGP
- mai 1929 : création du 74e régiment d'artillerie de division de cavalerie (74e RADC)
- 1934 : devient 74e régiment d'artillerie à tracteurs tous terrains (74e RATTT) ou 74e régiment d'artillerie de division légère mécanique (74e RADLM)
- juillet 1940 : dissolution
- août 1968 : création du 74e régiment d'artillerie (74e RA)
- juin 1997 : devient le 1er régiment d'artillerie

## Chefs de corps
- 1917 - 1919  : lieutenant-colonel Charet[1]
- 1937 - 1940 : lieutenant-colonel Teissier de Marguerittes[2]
- 1968 - 1970 : lieutenant-colonel Heim[3]
- 1970 : chef d'escadron Dorade[3]
- 1970 - 1972 : lieutenant-colonel Bichet (futur général de division)[3]
- 1976 - 1978 : lieutenant-colonel Auger[3]
- 1978 - 1980 : colonel Housset[3]
- 1980 - 1982 : colonel Depoilly[3]
- 1982 - 1984 : colonel Raymond[3]
- 1984 - 1986 : colonel Grosjean[3]
- 1986 - 1988 : colonel Cassagnou[3]
- 1988 - 1990 : colonel Herbreteau[3]
- 1990 - 1992 : colonel Gay[3]
- 1992 - 1994 : colonel Gillet[3]
- 1994 - 1997 : colonel Jacob[3]
- 1997 : colonel Giraud[3]

## Historique des opérations et garnisons du régiment

### Régiment d'artillerie lourde à grande puissance, 1917-1919
Il est créé le 1er aout 1917 sous le nom de 74e régiment d'artillerie lourde à grande puissance. Le régiment combat jusqu'à la fin de la guerre sur tous les secteurs du front.
Le régiment est dissout le 31 juillet 1919,.

### Régiment d'artillerie de division de cavalerie: 1929-1940
Le 74 était aussi l'héritier des traditions des régiments d'artillerie à cheval ou artillerie volante ce qui explique sa devise « noblesse oblige volants autant ».
Il est recréé en mai 1929, à partir du groupe d'artillerie de 75 affecté à la 4e division de cavalerie. La division est alors affectée à l'armée française du Rhin et le régiment caserne à Trèves et Mayence. 
En 1930, le régiment prend garnison à Verdun après la fin de l'occupation de la Rhénanie. 
Motorisé à partir le 15 avril 1934 avec des canons de 75 tractés tout terrain (75 TTT) associés à des semi-chenillés Citroën-Kégresse P17, il rejoint la 1re division légère mécanique à sa création par transformation de la 4e division de cavalerie,. Formé de deux groupes de 75 TTT et d'un groupe de 105 C TTT, il reçoit en février une batterie de 47 antichars. 
Il combat pendant la bataille de France en mai 1940 avec sa division. 
Après Dunkerque, le régiment est reconstitué en juin aux environs de Chevreuse. Replié vers le Puy-de-Dôme, le régiment est dissout en juillet.

### Régiment d'artillerie: 1968-1997
Le 1er août 1968, il est recréé à partir du III/64e régiment d'artillerie. Il était stationné à Belfort, quartier Maudhuy et comptait trois batteries de tir équipées d'obusiers de 155 mm sur châssis AMX 13, une BHR (batterie hors-rang, ou BCS pour batterie de commandement et soutien) et une batterie d'instruction. Étaient également rattachées au 74 RA une BCAD (batterie de commandement d'artillerie divisionnaire) et une BRAD (batterie radar d'artillerie divisionnaire) stationnées au quartier Hatry près de la gare de Belfort. Ces batteries seront fusionnées en BAD (batteries d'artillerie divisionnaire) après juillet 1973.
À partir de 1975, le 74e régiment d'artillerie de l'armée française était l'un des cinq régiments d'artillerie français équipés de missiles nucléaires pré-stratégiques Pluton, alors qu'il était stationné à Bourogne (Territoire de Belfort) depuis la fin des années 1970 au début des années 1990.
Le 13 juin 1997, le 74e régiment d'artillerie reprend les traditions et le numéro du 1er RA, qui prend garnison au quartier Ailleret à Bourogne.

## Étendard

L'étendard du d'artillerie.

Il porte, cousues en lettres d'or dans ses plis, les inscriptions suivantes :
- La Marne 1914
- Champagne 1915
- La Somme 1916
- Flandres 1918

Ces inscriptions sont liées aux combats de l'artillerie des divisions de cavalerie de la Grande Guerre (artillerie « volante ») et non à ceux du 74e régiment d'artillerie lourde à grande puissance.

## Devise
« Noblesse oblige, volant autant »
« les foudres de Jupiter sont nôtres »

## Sources et bibliographie
- Historique du 73e Régiment d'Artillerie
- Historique du 74e régiment d'A. L. G. P., Metz, imp. Paul Even, 1921, 12 p. (lire en ligne).